# Umbuzeiro (Mundo Novo)
Umbuzeiro é um povoado que fica próximo à encosta da Chapada Diamantina e pertence ao município de Mundo Novo, na Bahia. É um dos 10 povoados que fazem parte do município 
O povoado possui clima tropical semiárido com temperatura média de 27 graus Celsius
Anualmente, a prefeitura de Mundo Novo promove no povoado o evento da "Cavalgada do Umbuzeiro", com shows ao vivo 